# تربوشاتس
تربوشاتس (به صربی: Trbušac) یک منطقهٔ مسکونی در صربستان است که در ولادیمیرتسی واقع شده‌است. تربوشاتس ۳۹۶ نفر جمعیت دارد.